# Order of War. Освобождение
«Order of War. Освобождение» — компьютерная игра в жанре стратегии в реальном времени на тему Второй мировой войны. Разработана компанией Wargaming.net и выпущена издателем «Новый Диск» в России в 2009 году для устройств под управлением Windows. За пределами России игра была выпущена компанией Square Enix на английском языке под названием Order of War.
Order of War была хорошо встречена российской игровой прессой и стала лауреатом нескольких наград. За пределами России игра получила смешанные отзывы. Как российские, так и зарубежные критики сравнивали Order of War с ближайшим конкурентом по жанру World in Conflict.

## Игровой процесс

Игровой процесс. Сражение американских и немецких танковых войск

«Order of War. Освобождение» представляет собой тактическую игру в реальном времени в сеттинге Второй мировой войны, геймплейно основанную на «Операции „Багратион“», с двумя режимами — однопользовательским и многопользовательским.
Однопользовательский режим состоит из двух кампаний: за США (Западный фронт) и за Третий рейх (Восточный фронт). Каждая из них содержит 9 сценариев для последовательного прохождения. Перед стартом каждой миссии игроку даётся историческая справка и боевая задача. В Order of War нет строительства баз, миссии сфокусированы исключительно на боевых действиях. На карте сценария расположены несколько контрольных точек, захват и удержание таких позиций приносит в копилку игрока небольшую сумму абстрактных ресурсов, необходимых для вызова подкреплений. Кроме притока дополнительных сил захват стратегических высот, лесных лагерей и городков открывает доступ к новым видам солдат и техники. Каждая удерживаемая позиция даёт либо доступ к новым, более мощным юнитам, либо кладёт в копилку дополнительные очки резерва, которые можно потратить на вызов подкреплений. Полученные очки игрок может использовать по своему усмотрению на вызов подкреплений или использование поддержки «из-за карты»: артиллерийский огонь, авиаудар или сброс десанта. По окончании миссии игрок может потратить заработанные очки также и на улучшение ряда показателей юнитов: броню, огневую мощь, манёвренность и дальность стрельбы.
К активным действиям игрока подталкивают приказы вышестоящего начальства, заставляющие постепенно брать под свой контроль сначала отдельные точки, а затем всю карту целиком. Также при необходимости начальство может само выделить игроку подкрепления. В «Order of War» игрок командует не отдельными юнитами, а целыми взводами. Таким образом к финальной стадии прохождения миссии игрок может командовать сразу сотней единиц бронетехники и тысячей единиц солдат. Боевые единицы в игре делятся на 4 условные категории: пехота, бронетехника, артиллерия и авиация. Каждая категория включает в себя различные виды отрядов: пехота — лёгкую, тяжёлую, элитную и противотанковую пехоты, а также парашютистов, бронетехника — лёгкие, средние и тяжёлые танки, артиллерия — противотанковые, штурмовые и зенитные орудия, гаубицы и миномёты и др.
В многопользовательской игре присутствуют режимы «1 на 1», «2 на 2», «бой насмерть» и «Схватка». В режиме «Схватка» на карте есть некоторое количество точек. Победа заключается в получении контроля над всем игровым полем путём захвата тех самых точек.
В игре присутствует режим «кинематографической камеры», который активируется при нажатии специальной кнопки. Режим определяет самый захватывающий ракурс; в это время игрок наблюдает за наиболее яркими моментами боя: танк в момент выстрела, солдат, бросающий гранату и т. п.

## Сюжет
Игра повествует о Нормандской операции на Западном фронте Второй мировой войны и Великой Отечественной войне на Восточном.
Кампания за США начинается с проведения операции «Кобра», во время которой необходимо взять город Ла-Шапель-ан-Жюже. За ней следует серия миссий, включающая взятие пригорода Мортена, штурм высоты и уничтожение стационарных зенитных орудий на высоте, уничтожение танковых колонн и битву при Арракуре. Кампания заканчивается прорывом Западного вала.
Немецкая кампания начинается с успешного взятия деревни. Первые миссии сконцентрированы на взятии нейтральных точек, защите холмов и контрольных пунктов. Последующие миссии включают прорыв обороны и уничтожение советских гаубиц. Заключительной миссией кампании является захват нейтральных точек с последующим доступом к самоходным гаубицам «Веспе».

## Разработка и выпуск
«Order of War. Освобождение» была разработана компанией Wargaming.net; разработка игры велась с 2006 года. «Order of War. Освобождение» была анонсирована 16 апреля 2009 года. Вскоре после этого был объявлен издатель игры в странах СНГ — компания «Новый Диск». Игра была выпущена 18 сентября 2009 года во всех странах, использующих систему PAL, 22 сентября в странах Северной Америки компанией Square Enix и 24 сентября в России и странах СНГ компанией «Новый Диск». За пределами России игра была издана под названием Order of War на английском языке.
К 2012 году было продано около 100 тысяч копий игры, что не принесло авторам дохода, так как затраты на разработку «Order of War. Освобождение» едва окупились с продаж игры из-за мирового экономического кризиса 2008 года. Основатель Wargaming.net Виктор Кислый комментировал это так: «игра была классная, издатель замечательный, денег мы не заработали».

## Отзывы и награды
| Сводный рейтинг       | Сводный рейтинг |
| Агрегатор             | Оценка          |
| --------------------- | --------------- |
| GameRankings          | 69,59 %         |
| Metacritic            | 69/100          |
| «Критиканство»        | 80/100          |
| Иноязычные издания    |                 |
| Издание               | Оценка          |
| Eurogamer             | 7/10            |
| GameSpot              | 7/10            |
| IGN                   | 8/10            |
| Gamer.nl              | 7/10            |
| Multiplayer.it        | 7,5/10          |
| Русскоязычные издания |                 |
| Издание               | Оценка          |
| «PC Игры»             | 7,5/10          |
| «Игромания»           | 8,5/10          |
| «ЛКИ»                 | 87 %            |
| «НИМ»                 | 7,3/10          |
| «Страна игр»          | 8,5/10          |

Order of War получила смешанные отзывы критиков; средний балл игры на сайте-агрегаторе Metacritic составляет 69 баллов из 100 на основе 39 рецензий. Российские издания оценили игру лучше: усреднённая оценка на сайте «Критиканство» составляет 80 баллов (на основе 15 русскоязычных обзоров).
Джерард Торрес из Eurogamer похвалил графическую и звуковую составляющие, отметив из минусов режим «кинематографической камеры». Дэниел Шеннон из GameSpot отметил из плюсов многопользовательский экшен и режим «кинематографической камеры», а из минусов — саундтрек, баги в немецкой кампании и наличие только шести карт в многопользовательском режиме. Марк Бирнбаум из IGN отметил из плюсов графику и звуковое сопровождение, однако отметил из минусов озвучку, сравнив её с американским акцентом Тома Круза в роли немецкого полковника Клауса Шенка фон Штауффенберга в фильме «Операция „Валькирия“». Гейс ван Веен из Gamer.nl отметил из плюсов режим «кинематографической камеры», а из минусов — графику. Симона Тальяферри из Multiplayer.it отметила из плюсов техническую составляющую.
Дмитрий Карасев из журнала «PC Игры» отметил из плюсов баланс между стратегией и тактикой, разнообразие миссий, карты в многопользовательском режиме и интерфейс, а из минусов — отсутствие кампании за СССР, баги юнитов, малое количество карт в мультиплеере, саундтрек и режим «кинематографической камеры». Илья Янович из журнала «Игромания» высоко оценил игровой процесс, звуковое сопровождение, интерфейс и управление. Константин Закаблуковский из журнала «Лучшие компьютерные игры» отметил из плюсов графическую и звуковую составляющие, разнообразие миссий и атмосферу сражений, а из минусов — простоту прохождения американской кампании и обыденную тему игр о Второй мировой войне — высадку в Нормандии. Автор рецензии под ником Iniel из журнала «Навигатор игрового мира» высоко оценил графическую и звуковую составляющие. Андрей Окушко из журнала «Страна игр» отметил из плюсов дизайн миссий и саундтрек, а из минусов — искусственный интеллект и баги в игре на момент релиза.

### Награды
| Год  | Награда                     | Категория                     | Результат      | Прим.  |
| ---- | --------------------------- | ----------------------------- | -------------- | ------ |
| 2009 | Медаль журнала «Страна игр» | За графические технологии     | Победа         | [ 43 ] |
| 2009 | Медаль журнала «Страна игр» | За игровую механику           | Победа         | [ 43 ] |
| 2009 | Медаль журнала «Страна игр» | За саундтрек                  | Победа         | [ 43 ] |
| 2009 | Медаль журнала «Игромания»  | Выбор редакции                | Победа         | [ 44 ] |
| 2009 | Награда журнала «ЛКИ»       | Корона                        | Победа         | [ 41 ] |
| 2009 | Награда сайта PlayGround.ru | Real-Time/Turn-Based Strategy | Выбор редакции | [ 45 ] |
| 2009 | Награда сайта PlayGround.ru | Отечественная игра года       | Номинация      | [ 45 ] |

## Дополнение
«Order of War. Столкновение» была анонсирована как самостоятельное дополнение 2 февраля 2010 года. 4 февраля была объявлена дата выхода игры — 25 февраля, однако в день запланированной премьеры релиз перенесли на 12 марта. 12 марта 2010 года состоялся полноценный выпуск игры; в России и странах СНГ игра была выпущена на две недели позже — 25 марта. В дополнение вошли 4 миссии для совместного прохождения, появились войска и техника СССР. Помимо этого, дополнение добавило в игру нововведения в многопользовательский режим: 6 игровых режимов и 12 карт.